# Mary-Anne Gyllenstierna
Mary-Anne Gyllenstierna, född 27 maj 1926 i Malmö, död 5 oktober 2012 i Helsingborg, var en svensk skådespelare. Gyllenstierna var gift med fabrikören Bertil Weitz (1921-1997) från 1951. Paret fick inga barn och det arv som Gyllenstierna lämnade efter sig har avsatts till en stiftelse. 

## Filmografi
- 1945 – Blåjackor
- 1949 – Kvinna i vitt
- 1949 – Lång-Lasse i Delsbo

## Teater

### Roller (ej komplett)
| År   | Roll      | Produktion                      | Regi          | Teater   |
| ---- | --------- | ------------------------------- | ------------- | -------- |
| 1950 | Blondinen | Tokiga grevinnan Jean Giraudoux | Olof Molander | Dramaten |

### Fotnoter
1. ↑  http://www.gyllenstierna-weitz-stiftelse.se/Index.asp?Pagenr=6